# Le Loup de la côte Ouest
Pour plus de détails, voir Fiche technique et Distribution.
Le Loup de la côte Ouest est un film franco-argentino-portugais réalisé par Hugo Santiago, sorti en 2002.

## Synopsis
Lew Millar, un célèbre détective privé de la côte ouest des Etats-Unis, se rend en France, à la demande de Nick Nemo, un vieux milliardaire américain installé depuis vingt ans à Biarritz. Celui-ci veut Millar en personne pour assurer sa protection.
En effet, sa vie est menacée : quelques jours plus tôt, on a tenté de l'assassiner. Ca fait longtemps que Millar n'exerce plus ses fonctions de "garde du corps". Mais une autre raison l'a poussé à accepter ce contrat.

## Fiche technique
- Titre : Le Loup de la côte Ouest
- Réalisation : Hugo Santiago
- Scénario : Santiago Amigorena et Hugo Santiago, d'après la nouvelle Une blonde dorée sur tranche (Guilt-Edged Blonde) de Ross Macdonald
- Production : Paulo Branco
- Société de production : BD Cine, Gémini Films, Madragoa Filmes
- Photographie : Acácio de Almeida
- Montage : Stéphane Huter
- Direction artistique : Francine Dany et Paula Migalhada
- Costumes : Nathalie Raoul
- Pays d'origine :  France /  Argentine /  Portugal
- Format : couleur - 35 mm - Son : Dolby Digital
- Genre :  drame ; policier
- Durée : 132 minutes
- Dates de sortie : 
  -  France : 18 décembre 2002

## Distribution
- James Faulkner : Lew Millar
- Anna Mouglalis : Mai
- Gérard Watkins : Harry
- Valérie Dréville : Madame Nemo
- Lizzie Brocheré : Jeanne
- Louis-Do de Lencquesaing : Le commissaire Vianet
- Dominique Valadié : La gardienne
- Luís Miguel Cintra : Le gardien
- Alain Françon
- Frédéric de Pasquale
- Joaquim Carvalho : Le pilote
- João Vasques
- Carlos Santos
- David Tissot
- Paul Escorsa
- Dina Chualry
- Antonio Alcàntara
- Helena Veloso